# Pachnobia unifasciata
Pachnobia unifasciata là một loài bướm đêm trong họ Noctuidae.